# Donville Inniss
Donville O. Inniss ist ein Politiker aus Barbados von der Democratic Labour Party (DLP), der seit 2008 Mitglied des House of Assembly sowie seit 2013 Minister für Industrie, Internationale Unternehmen, Handel und Entwicklung von Kleinunternehmen im Kabinett von Premierminister von Barbados Freundel Stuart war.

## Leben
Inniss begann nach dem Schulbesuch am Harrison College sowie am Community College ein Studium der Verwaltungswissenschaft an der University of the West Indies, Campus Cave Hill, das er mit einem Bachelor of Science (B.Sc.) abschloss. Dort absolvierte er auch ein postgraduales Studium im Fach Management, welches er mit einem Master of Business Administration (M.B.A.) beendete. Des Weiteren belegte er verschiedene Fortbildungen in den Bereichen Investitionsförderung, Steuerwesen, Recht und Finanzen.
Er war Mitarbeiter für Unternehmensentwicklung in der Gesellschaft für Investition und Entwicklung BIDC (Barbados Investment and Development Corporation), ehe er als Manager in den Bereichen Wirtschaftsentwicklung, internationale Unternehmen und Exportförderung arbeitete, darunter auch drei Jahre in den Südkorea und New York City. Danach war er Chief Executive Officer (CEO), Geschäftsführender Direktor und Vorstandsvorsitzender mehrerer in Barbados ansässiger Unternehmen, die sich in Lateinamerika, Europa, Afrika und Asien engagierten. Zuletzt gründete er 1999 ein eigenes Unternehmen auf dem Gebiet der internationalen Wirtschaft.
Bei den Wahlen vom 15. Januar 2008 wurde Inniss als Kandidat der Democratic Labour Party (DLP) erstmals zum Mitglied der Legislative Assembly gewählt und vertrat dort den Wahlkreis St. James South.
Inniss wurde nach dem Wahlsieg von Premierminister David Thompson im Januar 2008 zunächst zum Staatsminister im Ministerium für Auswärtige Angelegenheiten und Internationale Unternehmen ernannt, übernahm dann aber im Rahmen einer Regierungsumbildung bereits im November 2008 das Amt des Gesundheitsministers (Minister of Health). Dieses Ministeramt bekleidete er seit dem 23. Oktober 2010 auch in der Regierung von Freudel Stuart, der das Amt des Premierministers nach Thompsons Tod übernommen hatte.
Seit März 2013 war er Minister für Industrie, Internationale Unternehmen, Handel und Entwicklung von Kleinunternehmen (Minister of Industry, International Business, Commerce and Small Business Development) im Kabinett Stuart bis zu dessen Ablösung im Mai 2018.
Aus seiner Ehe mit Gail Inniss gingen zwei Söhne hervor.